# Tomislav Karamarko

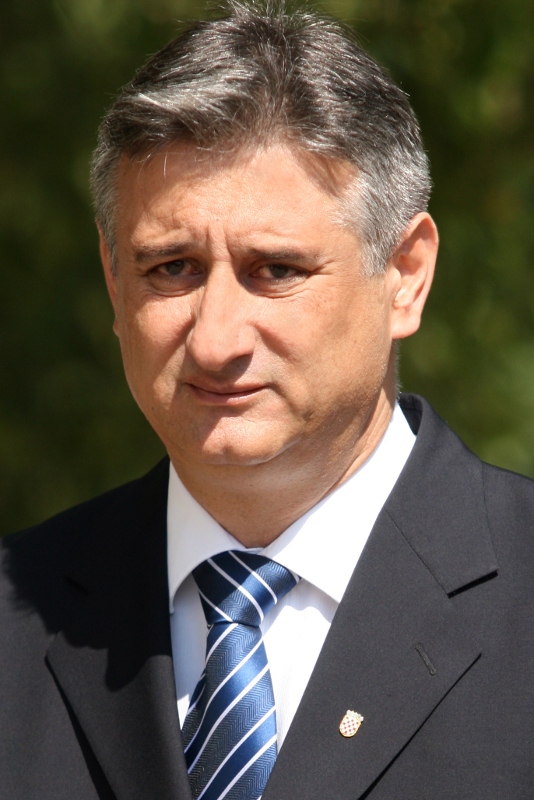
Tomislav Karamarko (2011)

Tomislav Karamarko (* 25. Mai 1959 in Zadar, SFR Jugoslawien) ist ein kroatischer Politiker und ehemaliger Präsident der Kroatischen Demokratischen Union.

## Berufliche Laufbahn
Tomislav Karamarko wurde zu Zeiten des ehemaligen Jugoslawiens in der kroatischen Küstenstadt Zadar geboren. Er studierte an der Philosophischen Fakultät der Universität zu Zagreb im Fachbereich Geschichte, wo er 1985 diplomierte. Von 1987 bis 1988 war er als Historiker und Archivar im Staatsarchiv Kroatiens tätig.
1992 wurde Karamarko unter dem kroatischen Ministerpräsidenten Josip Manolić mit den Aufgaben eines Kabinettschefs beauftragt. Dieses Amt bekleidete Karamarko auch unter dem Ministerpräsidenten Franjo Gregurić, sowie zeitgleich, in den Jahren 1992/93, unter dem kroatischen Präsidenten Stjepan Mesić.
Von 1993 bis 1996 war Karamarko Leiter der Zagreber Polizeibehörde. 1998 war er Assistent des Innenministers der Republik Kroatien, um dann ab dem Jahr 2000 als Beauftragter der Wahlbehörde für den damals als Präsidentschaftskandidaten gehandelten Stjepan Mesić tätig zu sein.
Ebenfalls im Jahr 2000 wurde Karamarko Berater des neu gewählten Präsidenten Kroatiens in Fragen der Nationalen Sicherheit. Er wurde Vorsitzender des Amtes für Nationale Sicherheit (UNS) der Republik Kroatien, welches als Kontrollgremium aller staatlichen Nachrichtendienste diente. Nachdem 2002 die Reform der Geheimdienste gegensätzlich zu Karamarkos Vorstellungen verlaufen sollte, reichte er die Kündigung ein.
Zwischen 2002 und 2004 war Karamarko im Privatsektor tätig. Er gründete unter anderem die Firma Soboli d.o.o., welche auf dem Bereich 'business intelligence', Personensicherung und Elektronische Sicherheit/Überwachung tätig war. Einige hochgestellte ehemalige Mitarbeiter der kroatischen Nachrichtendienste fingen dort an. Er trennte sich 2005 von seinen Anteilen an der Firma nachdem er wieder in den Staatsdienst eingetreten war.
Ab 2004 wurde er Direktor des Kroatischen Abschirmdienstes (POA), 2006 Direktor beim kroatischen Sicherheitsgeheimdienst (SOA), welcher aus der Zusammenlegung mehrerer Dienste hervorging, wo er bis 2008 verblieb.
Im Jahre 2008 wurde er zum kroatischen Innenminister ernannt. Dieses Amt hatte er bis zum Regierungswechsel im Dezember 2011 inne. Ab Mai 2012 war er Vorsitzender der HDZ (Kroatische Demokratische Union).
Infolge der Parlamentswahl im November 2015 kam es zu einer Koalitionsregierung von Karamarkos HDZ und der neu ins Parlament eingezogenen Reformpartei MOST unter dem parteilosen Ministerpräsidenten Tihomir Orešković. Diese wurde am 22. Januar 2016 vom Parlament bestätigt, Karamarko bekleidete seither das Amt eines der beiden des Vize-Premiers.
Ende Mai 2016 leitete die oppositionelle Sozialdemokratische Partei ein Amtsenthebungsverfahren gegen Karamarko in die Wege. Hintergrund waren Korruptionsvorwürfe im Zusammenhang mit dem von der HDZ befürworteten Verkauf von Anteilen des teilstaatlichen Mineralölkonzerns INA an den ungarischen Konkurrenten MOL. So soll seine Ehefrau Ana Šarić-Karamarko nach Medienberichten 60.000 Euro von MOL für Beratungstätigkeiten erhalten haben. Der Koalitionspartner MOST kündigte an, das Verfahren gegen Karamarko zu unterstützen. Im Gegenzug bezeichnete die HDZ MOST als unfähig und forderte deren Parteivorsitzenden Božo Petrov, ebenfalls Vize-Premier, zum Rücktritt auf. Nachdem Ministerpräsident Orešković sowohl Karamarko als auch Petrov zum Amtsverzicht aufforderte, entzog ihm Karamarkos HDZ am 3. Juni 2016 das Vertrauen. Da am 15. Juni 2016 eine Kommission für Interessenskonflikte bestätigte, dass in seinem Fall ein solcher vorlag, kam er dem Abwahlverfahren zuvor und trat noch am gleichen Tage zurück. Am 21. Juni legte er auch den Vorsitz der HDZ nieder.

## Privatleben
Tomislav Karamarko ist katholischen Glaubens und war von 1993 bis 2011 mit Enisa Muftić verheiratet, die aus einer bekannten muslimischen Familie stammt. Aus der Ehe gingen zwei Kinder hervor. Nach der Scheidung heiratete er 2015 die 17 Jahre jüngere Medienberaterin Ana Šarić, mit der er eine weitere Tochter hat.